# Copaxa decrescens
Copaxa decrescens är en fjärilsart som beskrevs av Walker 1855. Copaxa decrescens ingår i släktet Copaxa och familjen påfågelsspinnare. Inga underarter finns listade i Catalogue of Life.

## Bildgalleri

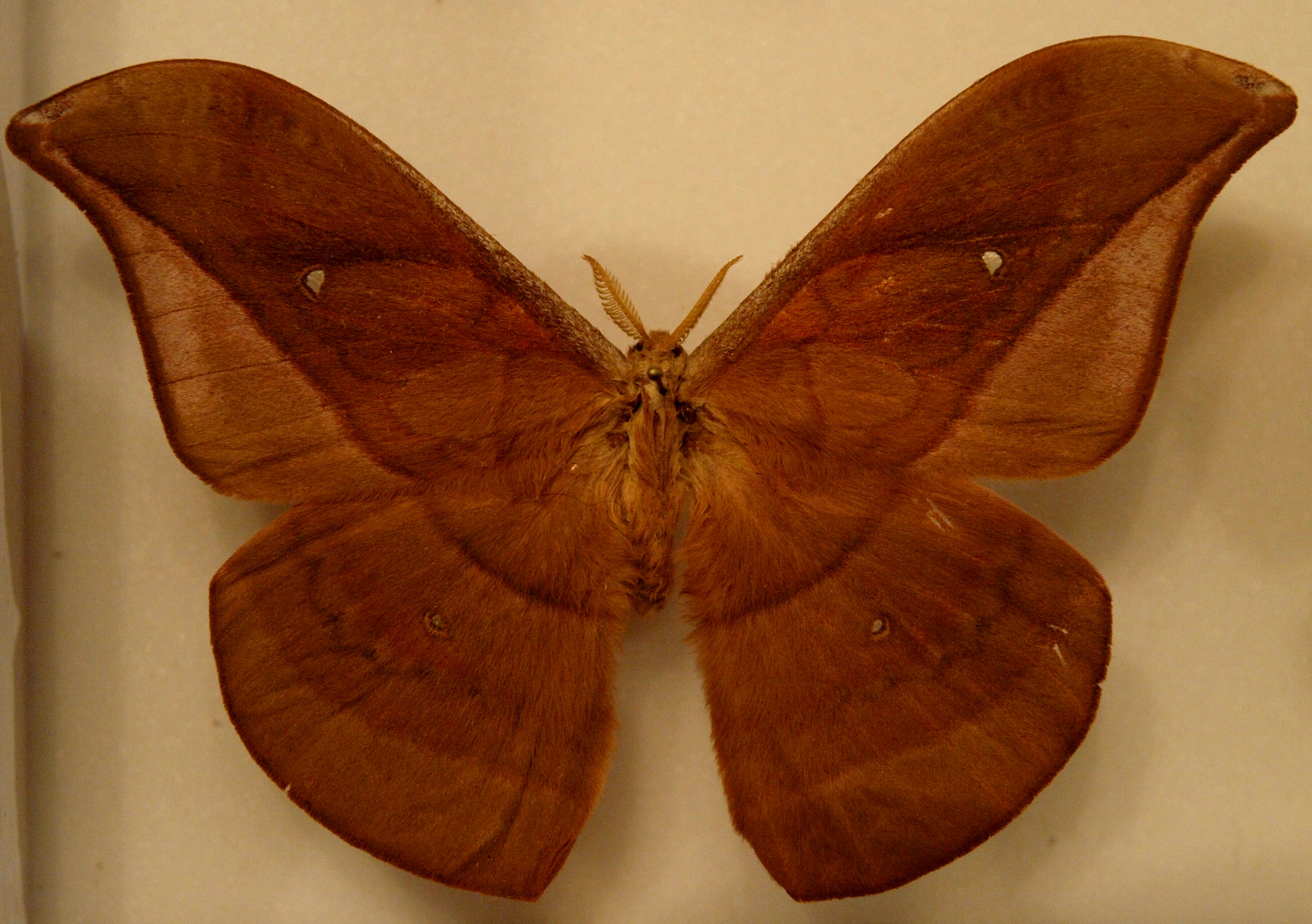